# Alamogordo
Alamogordo (IPA: /ˌæləməˈɡɔːrdoʊ/) Otero megye székhelye az Egyesült Államok Új-Mexikó államában. A Chihuahuan-sivatag Tularosa-medencéjében található, keleten a Sacramento-hegység, nyugaton pedig a Holloman Air Force Base határolja. A 2020-as népszámlálás idején 31384 fő lakott a városban. Az Alamogordo melletti White Sands Rakétakísérleti Telepen robbantották fel a történelem első atombombáját, az 1945-ös Trinity-teszt részeként.
Legalább 11 ezer éve vannak lakosai a területnek, a jelenlegi települést 1898-ban hozták létre, az El Paso and Northeastern Railroad vasútvonal építésének segítésére. 1912-ben lett város. A turizmus fontos része lett a város gazdaságának, a White Sands Nemzeti Műemlék 1933-as létrehozásával, amely napjainkig az egyik legfontosabb attrakciója a városnak. Az 1950-es és 1960-as években fontos szerepet játszott az Egyesült Államok űrprogramjának kialakításában.
A városban több park is található, egy golfpálya, az Alameda Park Állatkert, az Alamogordo Közkönyvtár és egy nyugdíjas központ. Itt található a Gerald Champion Regional Medical Center nonprofit kórház, amely a katonai támaszpontot is szolgálja.

## Éghajlat
| Hónap                                   | Jan.  | Feb.  | Már.  | Ápr. | Máj. | Jún. | Júl. | Aug. | Szep. | Okt. | Nov.  | Dec.  | Év    |
| --------------------------------------- | ----- | ----- | ----- | ---- | ---- | ---- | ---- | ---- | ----- | ---- | ----- | ----- | ----- |
| Rekord max. hőmérséklet (°C)            | 24,0  | 27,0  | 32,0  | 36,0 | 40,0 | 43,0 | 43,0 | 41,0 | 39,0  | 36,0 | 31,0  | 26,0  | 43,0  |
| Átlagos max. hőmérséklet (°C)           | 13,4  | 16,8  | 20,1  | 24,8 | 29,8 | 34,3 | 34,1 | 32,7 | 29,9  | 24,6 | 18,2  | 13,2  | 24,4  |
| Átlaghőmérséklet (°C)                   | 6,6   | 9,2   | 12,7  | 17,0 | 21,9 | 26,6 | 27,2 | 26,0 | 23,0  | 17,3 | 10,8  | 6,4   | 17,1  |
| Átlagos min. hőmérséklet (°C)           | −0,2  | 2,2   | 5,3   | 9,1  | 13,9 | 18,8 | 20,2 | 19,3 | 16,1  | 9,9  | 3,5   | −0,3  | 9,9   |
| Rekord min. hőmérséklet (°C)            | −20,0 | −15,0 | −12,0 | −7,0 | 1,0  | 5,0  | 11,0 | 11,0 | 2,0   | −4,0 | −18,0 | −18,0 | −20,0 |
| Átl. csapadékmennyiség (mm)             | 18    | 16    | 11    | 10   | 12   | 20   | 46   | 53   | 38    | 30   | 18    | 24    | 296   |
| Forrás: Western Regional Climate Center |       |       |       |      |      |      |      |      |       |      |       |       |       |

## Demográfia
A 2020-as népszámlálás szerint 31384 a város népessége. A felmérés szerint 12813 háztartás és 9728 család volt a településen, összesen 15920 ingatlannal. A város 82,7%-a fehér, 4,3%-a afroamerikai, 1,57%-a ázsiai, 1,4%-a indián és 11,1%-a más rasszból. A lakosok 4,1%-a legalább két rasszból származik, a latino származású emberek a népesség 34,8%-át tették ki.
A 12813 háztartás 22,3%-ában éltek gyerekek, 55,6%-uk házaspárok voltak, 11,7%-uk pedig egyedülálló nők, gyerekkel. A lakosság 16,9%-a 65 év fölött volt 2020-ban. Az átlagos háztartás mérete 2,4 fő, míg a lakosok 50,9%-a nő.
2020-ban egy háztartás átlagos bevétele 42204 dollár volt, míg az egy főre eső bevétel 24999 dollár és a lakosság 19,7%-a élt szegénységben.
A város korábban nagy német lakossággal rendelkezett, a közeli katonai bázis miatt, a legmagasabb népességszámuk 2200 volt. Az iraki háború idején nagy volt a feszültség a német és az amerikai lakosok között, mikor a korábbi hadsereg nem csatlakozott Amerika oldalán a küzdelembe. 2019-ben kivonult a német hadsereg a bázisról.
| Év   | Lakosság | %±     |
| ---- | -------- | ------ |
| 1920 | 2363     | —      |
| 1930 | 3096     | 31,0%  |
| 1940 | 3950     | 27,6%  |
| 1950 | 3950     | 71,7%  |
| 1960 | 21723    | 220,3% |
| 1970 | 23035    | 6,0%   |
| 1980 | 24024    | 4,3%   |
| 1990 | 27596    | 14,9%  |
| 2000 | 35582    | 28,9%  |
| 2010 | 30403    | −14,6% |
| 2020 | 31384    | 3,2%   |

### Népesség
| 2010 | 30 403 |
| 2020 | 30 898 |

## Fontos személyek
- Edward Condon (1902–1974), fizikus, korábban a National Institute of Standards and Technology igazgatója[8]
- Alan Hale (1958–), csillagász, a Hale–Bopp-üstökös egyik felfedezője[9]
- Edwin L. Mechem (1912–2002), amerikai szenátor, jogász, Új-Mexikó kormányzója[10]
- Cindy Chavez (1964–), amerikai politikus, San José helyettes polgármestere és a városi tanács tagja
- Edward Lee Howard (1951–2002), korábbi CIA ügynök, aki a Szovjetunióba szökött, miután a KGB-nek adott bizalmas információkat
- Adam Frye (1974–), labdarúgó
- Conrad Hamilton (1974–), amerikai focista, cornerback, korábban a New York Giants és az Atlanta Falcons játékosa
- Donna Barton Brothers (1966–), zsoké, aki 1130 versenyt nyert életében, az NBC Sports és az NBCSN szekértője
- Alexis Duprey (1991–), a 2013-as és 2015-ös Miss New Mexico győztese
- Mai Shanley (1963–), az 1984-es Miss USA győztese
- Eric Burton (1989–), a Grammy-jelölt Black Pumas énekese

## Galéria
- A víztorony a 10th Streeten
- Egy játszótér a városban
- Naplemente a város fölött
- Az Alapítók Parkja
- Az Új-mexikói Állami Egyetem alamogordói campusának bejárata
- A White Sands Balloon Invitational
- Üdvözlőtábla
- A Jim Griggs Sportközpont
- Boltok a New York Avenue-n